# Neoribates fulvus
Neoribates fulvus är en kvalsterart som beskrevs av Sellnick 1923. Neoribates fulvus ingår i släktet Neoribates och familjen Parakalummidae. Inga underarter finns listade i Catalogue of Life.